# Chaetodon burgessi
Chaetodon burgessi е вид бодлоперка от семейство Chaetodontidae. Видът не е застрашен от изчезване.

## Разпространение и местообитание
Разпространен е в Индонезия, Малайзия, Микронезия, Палау, Папуа Нова Гвинея, Провинции в КНР, Соломонови острови, Тайван, Тонга и Филипини.
Обитава океани, морета и рифове. Среща се на дълбочина от 20 до 61 m, при температура на водата от 26,3 до 28,2 °C и соленост 34,4 – 34,8 ‰.

## Описание
На дължина достигат до 14 cm.
Популацията на вида е стабилна.